# الجامع الكبير (شهارة)
الجامع الكبير في مدينة شهارة ويعرف باسم جامع الإمام القاسم هو أحد المساجد التاريخية في اليمن بناه مؤسس الدولة القاسمية في اليمن الإمام القاسم بن محمد بن علي سنة 1015 هجرية، يحتوي المسجد على مكتبة مهمة تحتوي على العديد من المخطوطات القديمة والنادرة،وقد كان الجامع مدرسة علمية مهمة في اليمن يدرس فيها علوم الدين والأدب واللغة،ويحتوي المسجد على أضرحة أئمة الدولة القاسمية.

## مكتبة الجامع الكبير
تعد مكتبة الجامع الكبير في مدينة شهار من المصادر المهمة للمخطوطات القديمة في العالم الإسلامي وتحتوي المكتبة على أكثر من 120 مجلدا مخطوطا نادرا

## الاضرحة
في شرق الجامع الكبير بنيت ثلاث قباب بيضاء ألون يوجد فيها ضريح مؤسس الدولة القاسمية وبأني المسجد الإمام القاسم بن محمد (توفى سنة 1029 هجرية) وضريح الإمام المؤيد بن القاسم بن محمد (توفى سنة 1054هجرية) وضريح الإمام الحسين بن القاسم بن المؤيد بن القاسم (توفى سنة 1129هجرية) وضريح الإمام الحسن بن القاسم بن المؤيد بن القاسم (توفى 1156 هجرية)، وضريح العالمة والشاعرة زينب الشهارية (توفى سنة 1702م).